# Béatrice de Bade
 (août 2024).
Si vous disposez d'ouvrages ou d'articles de référence ou si vous connaissez des sites web de qualité traitant du thème abordé ici, merci de compléter l'article en donnant les références utiles à sa vérifiabilité et en les liant à la section « Notes et références ».
Béatrice de Bade (22 janvier 1492 – 4 avril 1535) était margravine de Bade par la naissance et par le mariage comtesse Palatine de Simmern. Elle était une fille de Christophe Ier de Bade et Ottilie de Katzenelnbogen.

## Mariage et descendance
En 1508, elle épouse le comte palatin Jean II de Palatinat-Simmern (21 mars 1492; 18 mai 1557). Avec lui, elle a douze enfants :
1. Catherine de Palatinat-Simmern (27 mars 1510 – 22 mars 1572)
2. Jeanne de Palatinat-Simmern (1er juillet 1512 – 2 février 1581)
3. Ottilie (4 novembre 1513 – 6 septembre 1553)
4. Frédéric III du Palatinat (14 février 1515 – 26 octobre 1576)
5. Brigitte de Palatinat-Simmern (18 août 1516 – 13 avril 1562)
6. Georges de Palatinat-Simmern-Sponheim (20 février 1518 – 17 mai 1569)
7. Élisabeth de Palatinat-Simmern (13 février 1520 – 18 février 1564)
8. Richard de Palatinat-Simmern (25 juillet 1521 – 13 janvier 1598)
9. Marie (29 avril 1524 – 29 mai 1576)
10. Guillaume (24 juillet 1526 – 9 mars 1527)
11. Sabine de Palatinat-Simmern (13 juin 1528 – 19 juin 1578): marié à Lamoral, comte d'Egmont
12. Hélène de Palatinat-Simmern (13 juin 1532 – 5 février 1579)